# Cathédrale Saint-Antoine-de-Padoue de Bréda
Cette  cathédrale n’est pas la seule cathédrale Saint-Antoine-de-Padoue.
La cathédrale Saint-Antoine-de-Padoue de Bréda (en néerlandais : Kathedrale Sint Antonius van Paduakerk) est l'église-mère du diocèse de Breda aux Pays-Bas. Elle a été construite en 1837 en style néoclassique. Elle est choisie comme cathédrale de Bréda de 1853 à 1876, et de nouveau en 2001. La cathédrale est située en centre-ville de Bréda, non loin de la Grand-Place.

## Historique
Elle est construite en 1837 pour servir d'église paroissiale au centre de la ville. Lorsque la hiérarchie épiscopale est restaurée aux Pays-Bas en 1853, elle est choisie comme nouvelle cathédrale du diocèse de Breda, fonction qu'elle garde jusqu'en 1876, lorsqu'une nouvelle cathédrale, la cathédrale Sainte-Barbara, est consacrée. Lorsque la cathédrale Sainte-Barbara est démolie en 1970, c'est l'église Saint-Michel qui est choisie comme cathédrale, mais elle est déchue de son rang de cathédrale en 2001 et détruite en 2007 à cause de l'effondrement de la pratique catholique consécutive à la crise de l'Église dans ce pays. Saint-Antoine-de-Padoue redevient cathédrale en 2001.

## Architecture
L'église est construite par Piet Huysens en style néoclassique selon un plan d'église-halle à trois nefs. La nef du milieu possède des voûtes en berceau. Les nefs de côté sont à plafond plat.
La façade est ornée de colonnes corinthiennes, comme à l'intérieur., ainsi que de pilastres et d'un fronton triangulaire surmonté d'un clocher en forme de lanterne octogonale.
La chaire est décorée de scènes de la vie de saint Antoine de Padoue, patron de la cathédrale et le maître-autel est richement orné. L'orgue, datant de 1910, est issu des ateliers de la maison Maarschalkerweerd.

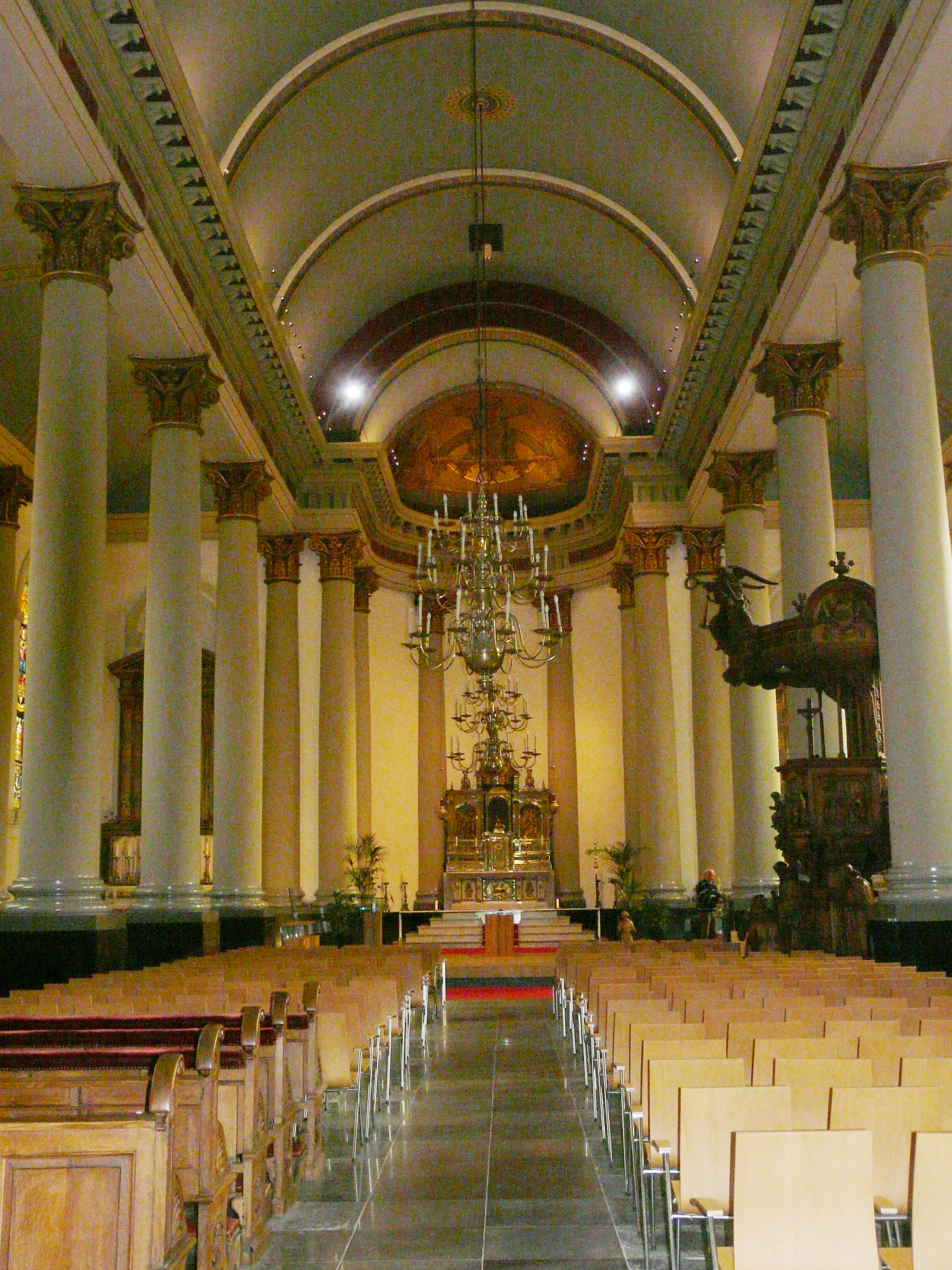
Intérieur de la cathédrale.